# Yeongnam
Yeongnam (hangul:영남, pronunciación en coreano: /jʌŋ.nam/; literalmente "al sur de los pasos") es una región que coincide con la antigua provincia de Gyeongsang en lo que ahora es Corea del Sur.
La región incluye las provincias modernas de Gyeongsang del Norte y del Sur y las ciudades autónomas de Busan, Daegu y Ulsan. El nombre regional se usa (con una ortografía ligeramente diferente) para el nombre de la Universidad de Yeungnam.